# Mbrès
Mbrès (Alternativschreibweisen: Mbrés, M'Brés oder ähnlich, das „s“ ist stumm) ist eine Kleinstadt in der Präfektur Nana-Grébizi im Zentrum der Zentralafrikanischen Republik. Sie ist die Hauptstadt der gleichnamigen Unterpräfektur.

## Lage und Verkehr
Mbrès liegt auf einer Höhe von etwa 560 m am Oberlauf des Flusses Gribingui. Die Route Nationale 8, die in Sibut beginnt, führt über Dékoa und Kaga-Bandoro nach Mbrès und weiter über Ndélé und Birao bis in den äußersten Nordosten des Landes an die Grenze zum Sudan. Des Weiteren können über die Routes Régionales 12 und 14 die weiter südöstlich gelegenen Städte Bambari und Grimari erreicht werden. Jedoch sind die Straßen in schlechtem Zustand, außerdem ist das Reisen über Land aufgrund der Sicherheitssituation oft gefährlich.

## Wirtschaft
Bei Mbrès existieren Diamanten-Minen.

## Bildung
Wie in weiten Teilen des Landes funktionieren die Schulen in Mbrès nur eingeschränkt oder gar nicht. Aufgrund der schlechten Sicherheitslage und zerstörter Schulgebäude findet in Mbrès kein Unterricht statt.

## Bürgerkrieg
Im Dezember 2012 kontrollierte die Armee der Zentralafrikanischen Republik Mbrès.
2013 und 2014 wurde Mbrès von der Unité pour la paix en Centrafrique (UPC) kontrolliert, einer Nachfolgegruppe der Séléka. Im August 2014 starben etwa 30 Menschen durch Angriffe durch bewaffnete Kräfte. Im Dezember 2014 griffen Anti-Balaka-Rebellen die UPC-Rebellen an, die in der Stadt ihre Basis hatten. Die Bevölkerung flieht bei diesen Geschehnissen so schnell wie möglich in den Busch.
Im Juni und Juli 2018 kam es zu Angriffen von bewaffneten Gruppen auf Dörfer um Mbrès und zu Gewalt in der Stadt. Bewohner warfen dem in der Stadt stationierten pakistanischen MINUSCA-Kontingent vor, die (muslimischen) Rebellen der Ex-Séléka insgeheim zu unterstützen.
Am 21. März 2021 wurde Mbrès von der Gruppe Wagner ohne Kampf eingenommen. Diese russische Söldnergruppe unterstützt die staatliche Armee im Kampf gegen die Rebellen. Zu diesem Zeitpunkt war die Stadt acht Jahre lang von Rebellen kontrolliert worden. Einen Tag später verließen sie Mbrès wieder, um nach Bamingui vorzudringen, und die Stadt wurde wieder von der CPC übernommen. Es kam zu unzähligen gewalttätigen Übergriffen von Seiten der Rebellen auf die Bevölkerung, darunter Vergewaltigungen und Folter. Die Zahl der Rebellen in der Stadt wuchs bis auf mehr als 200 an. Am 9. April 2021 wurde Mbrès ein weiteres Mal von den staatlichen bewaffneten Kräften eingenommen und am 12. April wieder verlassen. Daraufhin kehrten die Rebellen sofort wieder zurück.